# Португалија на Европском првенству у атлетици у дворани 2021.
Португалија је учествовала на 36. Европском првенству у дворани 2021 који се одржао у Торуњу, Пољска, од 4. до 7. марта. Ово тридесет прво европско првенство у дворани на коме је Португалија учествовала. Репрезентацију Португалије представљало је 16 учесника (9 мушкараца и 7 жена) који су се такмичили у 12 дисциплина (6 мушких и 6 женских).
На овом првенству Португалија је заузела 2 место по броју освојених медаља са 3 златне медаље. У табели успешности према броју и пласману такмичара који су учествовали у финалним такмичењима (првих 8 такмичара) Португалија је са 5 финалиста заузела 11 место са 33 бода.
| Пл. | Земља       | 1. место | 2. место | 3. место | 4. место | 5. место | 6. место | 7. место | 8. место | Бр. фин. Бод. |
| --- | ----------- | -------- | -------- | -------- | -------- | -------- | -------- | -------- | -------- | ------------- |
| 11. | Португалија | 3–24     | –        | –        | 1–5      | 1-4      | –        | –        | –        | 5 - 33        |

## Учесници
| Мушкарци: - Карлос Насименто — 60 м - Мауро Переира — 400 м - Рикардо дос Сантос — 400 м - Нуно Переира — 1.500 м - Исак Надер — 1.500 м, 3.000 м - Жосе Карлос Пинто — 1.500 м - Самуел Барата — 3.000 м - Педро Пабло Пичардо — Троскок - Франсиско Бело — Бацање кугле | Жене: - Росалина Сантос — 60 м - Лорен Доркас Базоло — 60 м - Катја Азеведо — 400 м - Марта Пен Фреитас — 1.500 м - Маријана Машадо — 3.000 м - Патрисија Мамона — Троскок - Ориол Донгмо — Бацање кугле |  |

## Освајачи медаља (3)

### Злато (3)
- Педро Пабло Пичардо — Троскок
- Патрисија Мамона — Троскок
- Ориол Донгмо — Бацање кугле

## Резултати

### Мушкарци
| Атлетичар           | Дисциплина   | Лични рекорд | Квалификације  | Квалификације | Полуфинале            | Полуфинале            | Финале                | Финале       | Детаљи                                   |
| Атлетичар           | Дисциплина   | Лични рекорд | Резултат       | Место         | Резултат              | Место                 | Резултат              | Место        | Детаљи                                   |
| ------------------- | ------------ | ------------ | -------------- | ------------- | --------------------- | --------------------- | --------------------- | ------------ | ---------------------------------------- |
| Карлос Насименто    | 60 м         | 6,63         | 6,68 (.672) КВ | 2. у гр. 4    | 6,62 (.620) кв, ЛР    | 4. у гр. 3            | 6,65                  | 5 / 44 (45)  |                                          |
| Мауро Переира       | 400 м        | 47,48        | 47,69          | 4. у гр. 6    | Нису се квалификовали | Нису се квалификовали | Нису се квалификовали | 32 / 48 (49) |                                          |
| Рикардо дос Сантос  | 400 м        | 46,64        | 48,06          | 5. у гр. 5    | Нису се квалификовали | Нису се квалификовали | Нису се квалификовали | 41 / 48 (49) |                                          |
| Нуно Переира        | 1.500 м      | 3:42,10      | 3:42,38        | 9. у гр. 3    |                       |                       | Нису се квалификовали | 28 / 50 (51) | Архивирано на веб-сајту (30. април 2021) |
| Жосе Карлос Пинто   | 1.500 м      | 3:42,47      | 3:56,44        | 12. у гр. 4   | 49 / 50 (51)          |                       | Нису се квалификовали |              | Архивирано на веб-сајту (30. април 2021) |
| Исак Надер          | 1.500 м      | 3:41,86      | 3:44,15        | 9. у гр. 2    | 34 / 50 (51)          |                       | Нису се квалификовали |              | Архивирано на веб-сајту (30. април 2021) |
| Исак Надер          | 3.000 м      | 7:57,45      | 7:58,10        | 6. у гр. 1    | 22 / 31 (34)          |                       | Нису се квалификовали |              |                                          |
| Самуел Барата       | 3.000 м      | 7:57,63      | 7:53,39 ЛР     | 6. у гр. 3    | 13 / 31 (34)          |                       | Нису се квалификовали |              |                                          |
| Педро Пабло Пичардо | Троскок      | 17,36        | 17,03 КВ       | 1.            | 17,30                 |                       |                       |              |                                          |
| Франсиско Бело      | Бацање кугле | 20,97        | 21,04 КВ, ЛР   | 1.            | 21,28 НР, ЛР          | 4 / 13                |                       |              |                                          |

### Жене
| Атлетичарка         | Дисциплина   | Лични рекорд | Квалификације    | Квалификације | Полуфинале            | Полуфинале            | Финале                | Финале       | Детаљи                                   |
| Атлетичарка         | Дисциплина   | Лични рекорд | Резултат         | Место         | Резултат              | Место                 | Резултат              | Место        | Детаљи                                   |
| ------------------- | ------------ | ------------ | ---------------- | ------------- | --------------------- | --------------------- | --------------------- | ------------ | ---------------------------------------- |
| Росалина Сантос     | 60 м         | 7,30         | 7,38 КВ          | 4. у гр. 6    | 7,38                  | 5. у гр. 3            | Није се квалификовала | 21 / 37 (40) |                                          |
| Лорен Доркас Базоло | 60 м         | 7,27         | 7,40 (.397)      | 7. у гр. 1    | Нису се квалификовале | Нису се квалификовале | Нису се квалификовале | 28 / 37 (40) | Архивирано на веб-сајту (30. април 2021) |
| Катја Азеведо       | 400 м        | 53,10        | 53,28 (.274) ЛРС | 5. у гр. 3    | Нису се квалификовале | Нису се квалификовале | Нису се квалификовале | 21 / 39      | Архивирано на веб-сајту (30. април 2021) |
| Марта Пен Фреитас   | 1.500 м      | 4:06,94      | 4:12,95          | 5. у гр. 3    |                       |                       | Није се квалификовала | 13 / 22      |                                          |
| Маријана Машадо     | 3.000 м      | 9:02,56      | 8:59,39 кв, ЛР   | 6. у гр. 2    | 9:19,61               | 11 / 22 (25)          |                       |              |                                          |
| Патрисија Мамона    | Троскок      | 14,44 НР     | 14,43 КВ, ЛРС    | 1.            | 14,53 НР, ЛР          |                       |                       |              |                                          |
| Ориол Донгмо        | Бацање кугле | 19,65 НР     | 18,55 КВ         | 4.            | 19,34                 |                       |                       |              |                                          |